# Pontifex maximus
Понтифекс максимус (лат. Pontifex maximus) била је највиша свештеничка функција у Римској републици. Налазио се на челу колегијума понтифика. Функција је и поред Огулнијевог закона била доступна само патрицијима све до 254. године п. н. е., када је отворена и плебејцима. У време принципата, титула је била укључена у царску титулу. Последњи цар који ју је носио био је цар Грацијан, а касније ју је преузео римски бискуп. 